# Les Vacances de Dracula en Haute-Bavière
Pour plus de détails, voir Fiche technique et Distribution.
Les Vacances de Dracula en haute Bavière (Graf Dracula (beisst jetzt) in Oberbayern) est une comédie horrifique ouest-germano-italienne réalisée par Carl Schenkel et sortie en 1979.

## Synopsis
Le beau comte Stani, descendant d'une ancienne famille noble, travaille avec succès à Munich comme photographe et homme d'affaires. Il utilise souvent l'ancienne demeure familiale en Bavière comme décor pour ses photos érotiques de jeunes filles, de préférence seins nus. Enfin, il ouvre une discothèque dans son château, où la musique disco est très forte le jour et surtout la nuit. C'en est trop pour son ancêtre suceur de sang, le comte Stanislaus, qui est régulièrement approvisionné par l'idiot du village en poches de sang volées à l'hôpital le plus proche. Dans la plus pure tradition de Dracula, lui et son épouse aux cheveux noirs, tout aussi suceuse de sang, la comtesse Olivia, sortent de leur tombeau frais pour, comme le titre l'indique, se frayer un chemin à travers la Haute-Bavière. Stanislaus est particulièrement attiré par quelques nudistes munichoises que le descendant du comte Stani met régulièrement en scène seins nus et utilise pour animer sa discothèque, notamment les blondes aux formes parfaites Lilo, Laurie, Georgia et (celle que l'on surnomme Mausi à cause de son T-shirt à l'effigie de Mickey Mouse). Mais bientôt, grâce à ses activités entre la discothèque du château et les plaisirs de l'alpage, le suceur de sang en permanence excité trouve un écho auprès de la jeunesse, et lui et Olivia deviennent une véritable attraction touristique.

## Fiche technique
- Titre français : Les Vacances de Dracula en haute Bavière[1]
- Titre original allemand : Graf Dracula (beisst jetzt) in Oberbayern[2]
- Titre italien : Il succhione[3]
- Réalisateur : Carl Schenkel
- Scénario : Grünbach, Erich Tomek (de)
- Photographie : Heinz Hölscher
- Montage : Jutta Hering
- Musique : Gerhard Heinz (de)
- Production : Karl Spiehs
- Sociétés de production : Lisa-Film, Barthonia Film, P.E.I.A.C
- Pays de production :  Italie -  Allemagne de l'Ouest
- Langue originale : allemand
- Format : couleurs par Eastmancolor - 1,66:1 - Son mono - 35 mm
- Durée : 93 minutes
- Genre : comédie horrifique
- Dates de sortie :
  - Allemagne de l'Ouest : 12 octobre 1979
  - Italie : 22 janvier 1981
  - France : octobre 1981

## Distribution
- Gianni Garko : Comte Stanislaus / Stani
- Betty Vergès : Comtesse Olivia
- Bea Fiedler : Mausi
- Ralf Wolter : Boris, le châtelain.
- Giacomo Rizzo : Mario
- Ellen Umlauf : Ellen van Helsing, l'institutrice du village
- Alexander Grill : Le maire
- Herta Worell : la vieille comtesse
- Rosl Mayr : Johanna, la vieille du village
- Georgina Steer : Georgia
- Dolly Dollar : Client de l'hôtel
- Margit Geissler : Client de l'hôtel
- Werner Röglin : Werner Beuler, un villageois
- Anita Reisstettner : Fréquentant la discothèque
- Tobias Meister : Fils du châtelain
- Dan van Husen : Franz
- Linda Grondier : Lilo
- Reinhard Glemnitz : Playboy-éditeur / client de l'hôtel Bombeck
- Laurence Kaesermann : Laurie
- Herbert Stiny : Florian